# Prosper Antonín Berchtold z Uherčic
Prosper Antonín Berchtold z Uherčic, křtěný Prosper Nepomuk Eugen Raphael Antonín, někdy uváděný také jako Prosper Anton Graf Berchtold, Freiherr von und zu Ungarschitz (20. listopadu 1720 Znojmo – 27. dubna 1807 Tučapy u Soběslavi) byl příslušník rodu Berchtoldů z Uherčic, c. k. podplukovník (Oberstleutnant) a později c. k. důlní rada (Bergrath).

## Život
Byl synem Františka Antonína Berchtolda († 1722) a Marie Ester Alžběty, hraběnky ze Sinzendorf-Ernstbrunnu. V roce 1740 dělal doprovod novému císařskému velvyslanci u sultána Osmanské říše Mahmuda I. Jeho cestovní deník je zajímavým dokladem o tehdejší době. V roce 1752 koupil zámek ve Stráži nad Nežárkou. Vlastnil panství Želetice, které 31. prosince 1755 prodal za 150 000 rýnských zlatých své matce, která se mezitím stala hraběnkou Walldorfovou. V roce 1762 obnovil dolování v Libníči a Jelmu. Od knížete Josefa I. Adama ze Schwarzenbergu dostal odstupné 4 500 zlatých za to, že zastavil těžbu v místech, kde hrozila ztráta léčivého pramene. V roce 1784 koupil ve dražbě panství Neznašov. Jan Bartuška uvádí, že: „Svým poddaným prodal jejich grunty.“ V Neznašově nechal postavit empírový zámek s kaplí sv. Jana Nepomuckého a s rozsáhlým parkem. V roce 1800 předal svému mladšímu synovi Neznašov a koupil Tučapy, kde dne 27. dubna 1807 umřel a kde byl 30. dubna také pochován. Někteří potomci byli pochováni v kryptě kostela Nejsvětější Trojice v Neznašově, kde je na vnějším zdi kostela náhrobní deska rodu Berchtoldů, na které je uvedeno jméno Prospera Karla (1807–1866) a jeho dvou synů Bohuslava (1841–1884) a Otakara (1845–1886).

## Rodina
Byl třikrát ženat. Měl 22 manželských dětí a 7 dětí nemanželských. Dva synové byli známí cestovatelé, a to
- Leopold I. Berchtold (* 19. července 1759 ve Stráži nad Nežárkou); lékař, cestovatel a filantrop (Prosperovo třetí dítě z prvního manželství; matka: Marie Terezie Petřvaldská z Petřvaldu),
- Bedřich Všemír Berchtold z Uherčic (* 25. října 1781 ve Stráži nad Nežárkou); lékař, cestovatel a botanik; jeho matkou byla Anna Marie Weiser.[10]